# Wacholderheide

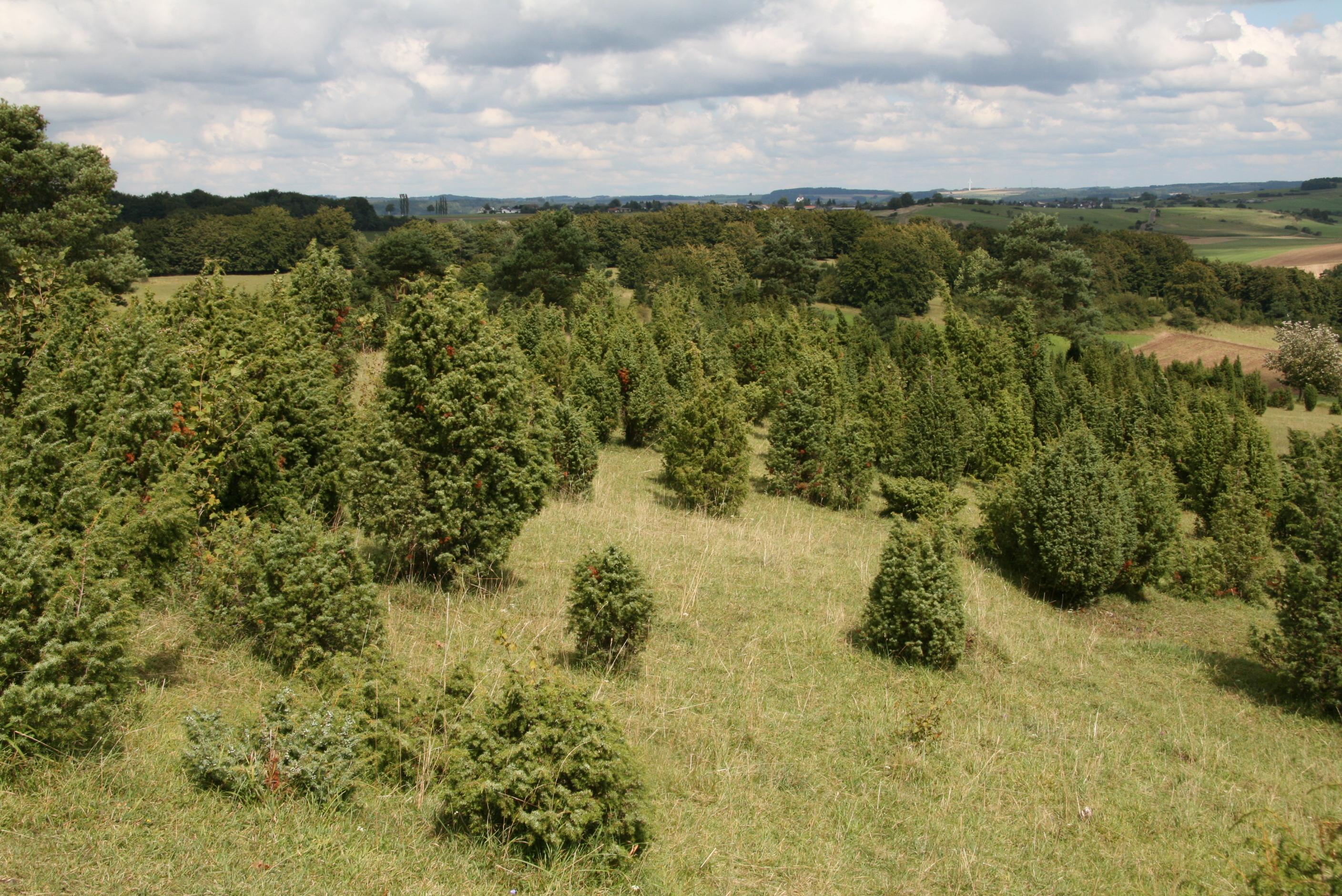
Wacholderheide im Lampertstal bei Alendorf in der Eifel

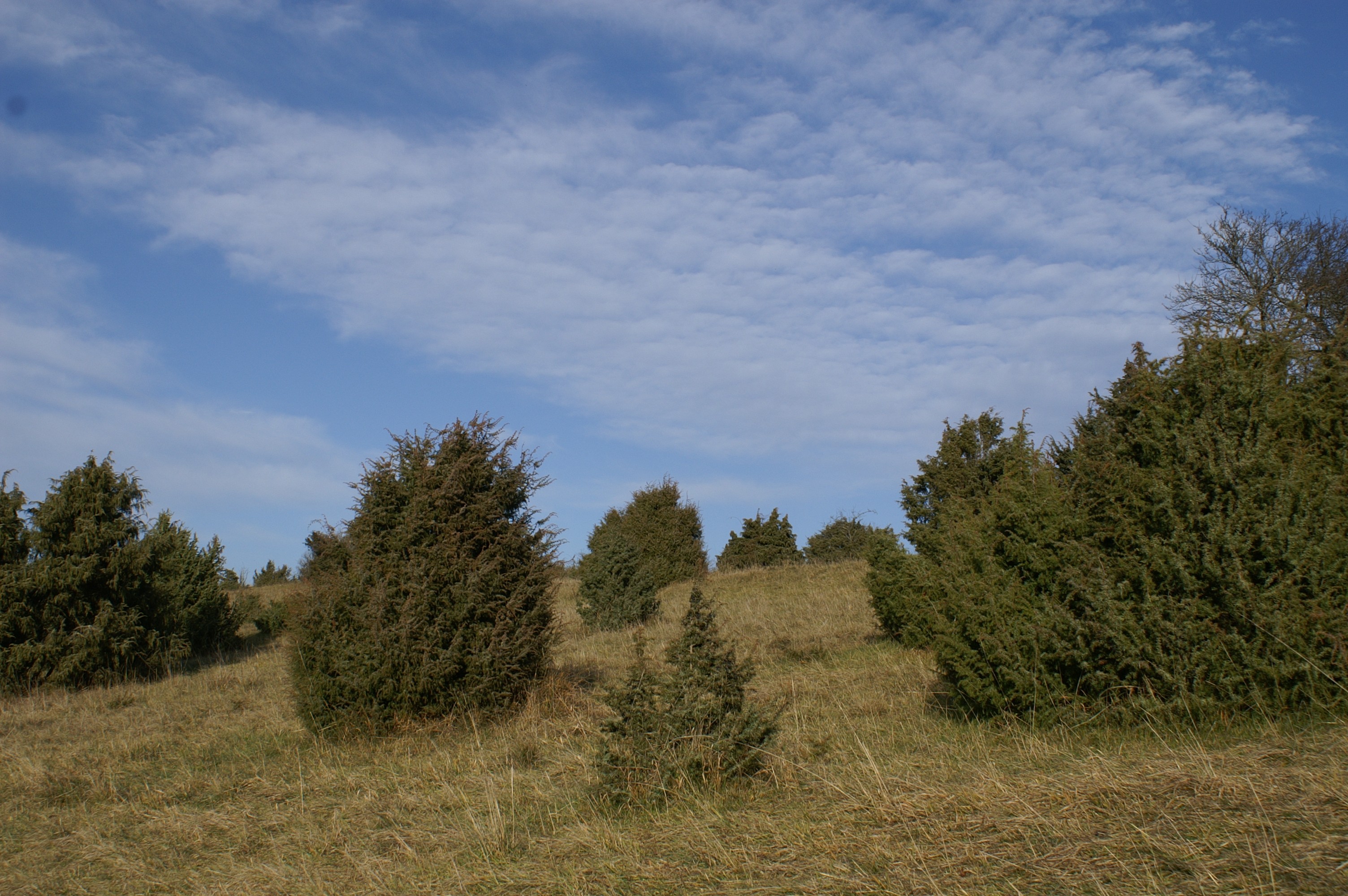
Wacholderheide bei Aichen auf der Schwäbischen Alb

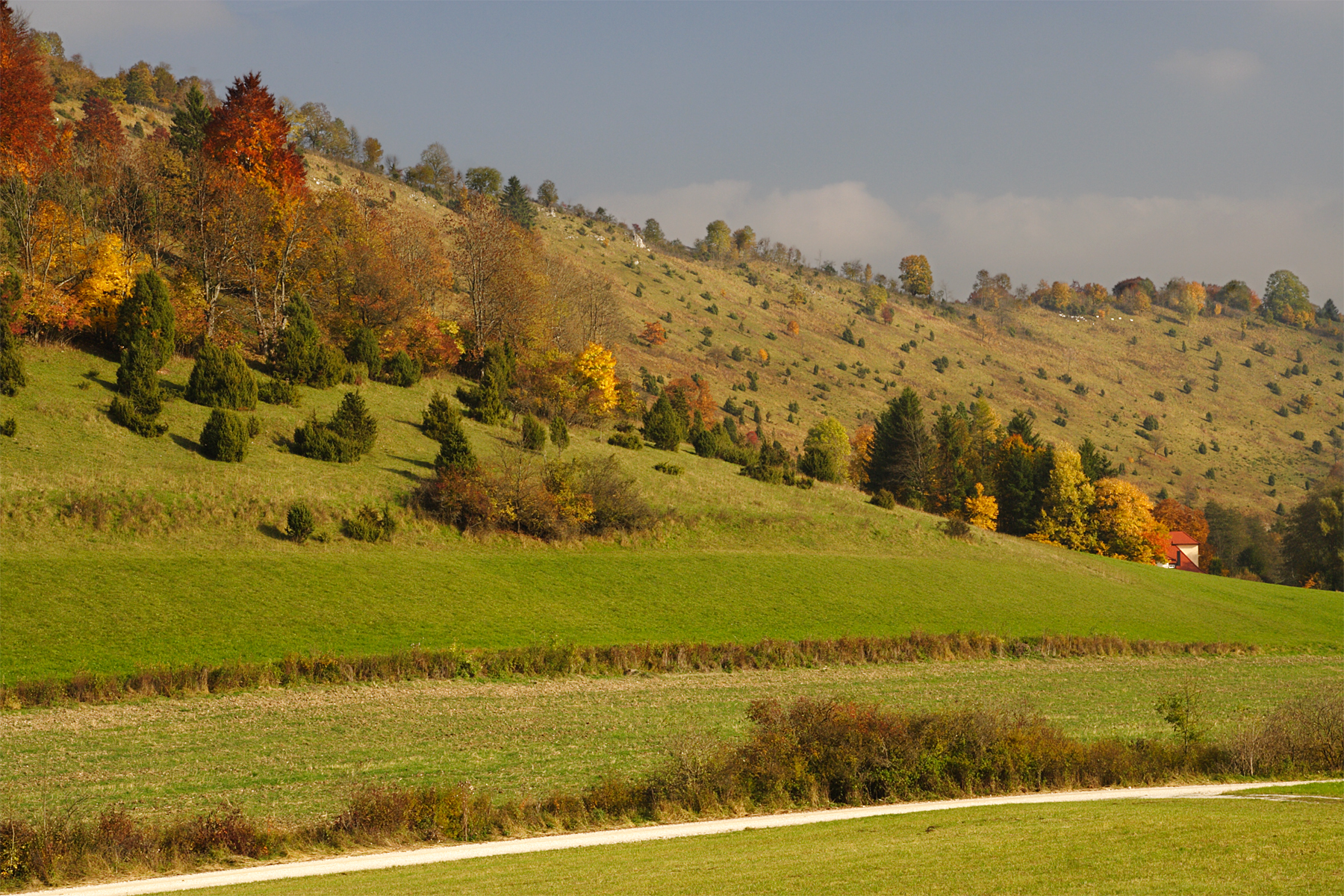
Buttenhausener Eichhalde an einem Hang der Großen Lauter, nördlich von Buttenhausen

Wacholderheide ist eine allgemeine Bezeichnung für heideartige Biotoptypen, bei denen – unabhängig von den dort vorkommenden Pflanzengesellschaften – der Wacholder das Landschaftsbild prägt. Prägende Pflanzengesellschaften können zum Beispiel Mager- oder Trockenrasen, Halbtrockenrasen oder Zwergstrauchheiden sein.
Wacholderheiden stehen auf trockenen, nährstoffarmen, meist von Ortschaften weit abgelegenen und steilen Lagen, die selten eine andere Nutzung als die Beweidung zuließen. Sie entstanden in den letzten Jahrhunderten durch die Schaf- und Ziegenbeweidung oder Rinderbeweidung. Der Verbiss durch die Schafe, Ziegen und Rinder hat alle wohlschmeckenden Pflanzen kurzgehalten. Stachelige Pflanzen wie Wacholder, Silberdisteln, Küchenschellen oder der giftige Schwalbenwurz wurden von den Schafen verschont. Neben dem Vorkommen zahlreicher Pflanzenarten zeichnen sich Wacholderheiden durch Insektenreichtum, insbesondere von Schmetterlingen, aus. Ferner kommen Vogelarten wie die Heidelerche vor (allerdings nur im Flachland wie der Lüneburger Heide). Wacholderheiden sind die artenreichsten Biotope in Mitteleuropa. Die meisten Wacholderheiden, insbesondere großflächige, in Deutschland und anderen europäischen Ländern sind heute als Naturschutzgebiet oder Naturdenkmal geschützt. Viele der Naturschutzgebiete sind auch als FFH-Gebiet im europäischen Schutzprogramm Natura 2000 ausgewiesen worden. Wacholderheiden sind nach Anhang I der FFH-Richtlinie (Lebensraumtyp 5130) europarechtlich geschützt.
Solange die Schafweiden noch bewirtschaftet wurden, stach der Schäfer die stacheligen Pflanzen mit der Schäferschippe aus. So wurde eine Mindestqualität der Weiden erreicht und stachelige Gehölze konnten nicht überhandnehmen.
Seit dem Rückgang der Wanderschäferei laufen die Wacholderheiden Gefahr, wieder waldartig zuzuwachsen. Viele Wacholderheiden wurden auch nach Aufgabe der Schäferei mit Kiefern und Fichten aufgeforstet. Andere wurden durch die natürliche Sukzession von selbst zu Wald. Da aber extensiv genutzte, offene Magerstandorte selten geworden sind, werden Wacholderheiden heute aus Gründen des Natur- und Landschaftsschutzes offen gehalten. Für die Beweidung werden heute den Schäfern in ganz Deutschland Gelder aus Naturschutz- oder Landwirtschafts-Programmen wie dem Kulturlandschaftsprogramm (KLP) in Nordrhein-Westfalen gezahlt. Teilweise erfolgt die Beweidung heute in Koppelhaltung. In einigen Gebieten wie z. B. im Naturschutzgebiet Wulsenberg bei Marsberg im Hochsauerlandkreis wurden Flächen im dortigen Naturschutzgebiet von Büschen und Bäumen freigestellt. In vielen Wacholderheiden werden Flächen von Landwirten, amtlichem und ehrenamtlichem Naturschutz mit dem Freischneider oder Einachsmäher gemäht, um sie offen zu halten. Das Mähgut wird abtransportiert oder verbrannt.